# Aslamidium flavomaculata
Aslamidium flavomaculata es un coleóptero de la familia Chrysomelidae.
Fue descrita científicamente por primera vez en 2006 por Staines.